# Bandhan (1998)
Bandhan (Hindi: बंधन, bandhan; übersetzt: Bindung) ist ein Hindi-Film von K. Muralimohana Rao und Rajesh Malik aus dem Jahr 1998.

## Handlung
Der reiche Suraj Pratap trifft Pooja, die aus armen Verhältnissen stammt, in einem Tempel. Sofort verliebt er sich in sie und will sie zur Frau nehmen. Nur unter einer Bedingung stimmt sie der Heirat zu – wenn sie ihren kleinen Bruder Raju mitnehmen darf.
Die Jahre vergehen und aus Raju wird ein junger Mann, der gehorsam für Suraj arbeitet. Auch ist er in Surajs kleine Schwester Jyoti verliebt. Alles scheint friedlich bis dass das Glück von der schönen Prostituierten Vaishali und ihrem Bruder Gajendra gestört wird, die es auf die Familie abgesehen haben.
Vaishali verführt Suraj, was dann auch zu Familienstreitigkeiten führt, besonders zwischen Suraj und Raju. Als dann Suraj auch noch ein Mord angehängt wird, eskaliert die Situation, und die Familie scheint gänzlich auseinanderzubrechen. Pooja hat zufällig den Mord gesehen, und dank Raju kommt Suraj wieder frei, und sie fassen die wahren Täter.
Es kehrt wieder Frieden in der Familie und durch die Hochzeit von Raju und Jyoti wendet sich wieder alles zum Guten.

## Musik
| Lied                      | Sänger                               |
| ------------------------- | ------------------------------------ |
| Tere Naina                | Kavita Krishnamurti, Udit Narayan    |
| Balle Balle               | Abhijeet, Alka Yagnik, Sapna Awasthi |
| Bandhan                   | Kumar Sanu                           |
| Chhora Fisal Gaya         | Alka Yagnik, Udit Narayan            |
| Dum Se Hai Dum            | Alka Yagnik, Kumar Sanu              |
| Bandhan - Sad Version     | Kumar Sanu                           |
| Main Deewani Main Mastani | Swetha                               |